# Directo (álbum de Los Berrones)
Directo es un álbum en directo del grupo asturiano Los Berrones, publicado por Santo Grial Producciones en noviembre de 2004. El disco, publicado en formato digipack con dos CD y un DVD, fue grabado durante un concierto del grupo en la Semana Grande de Gijón, en la playa de Poniente, ante 20 000 personas.

## Lista de canciones
| Disco uno |                         |          |  |
| N.º       | Título                  | Duración |  |
| 1.        | «Polo»                  |          |  |
| 2.        | «Soi un inútil total»   |          |  |
| 3.        | «Suañaba»               |          |  |
| 4.        | «Calcar na tená»        |          |  |
| 5.        | «Chacho»                |          |  |
| 6.        | «Amor ciegu»            |          |  |
| 7.        | «¡A cabruñar!»          |          |  |
| 8.        | «La de la escuela»      |          |  |
| 9.        | «Un mundo de llocos»    |          |  |
| 10.       | «Borrachón»             |          |  |
| 11.       | «La del llágrima»       |          |  |
| 12.       | «Rap de la sapa»        |          |  |
| 13.       | «Mentires»              |          |  |
| 14.       | «El mío pueblu»         |          |  |
| 15.       | «La de Sindo'l cabreru» |          |  |

| Disco dos | |          |  |
| N.º       | Título | Duración |  |
| 1.        | «La del estudiante»                                                                                       |          |  |
| 2.        | «Ponte en postura»                                                                                        |          |  |
| 3.        | «Nun yes tú»                                                                                              |          |  |
| 4.        | «País de pandereta»                                                                                       |          |  |
| 5.        | «Como Prince»                                                                                             |          |  |
| 6.        | «Popurrí» (Incluye La del borrín, Pasamos del porro, Tais de yogur, Vagu sempiternu y Tiénesme apolmonáu) |          |  |
| 7.        | «Manolo, por favor»                                                                                       |          |  |
| 8.        | «Dar siempre la cara»                                                                                     |          |  |
| 9.        | «Calamocanu»                                                                                              |          |  |
| 10.       | «La de les vacaciones»                                                                                    |          |  |